# 충주 청룡사지 석종형승탑
충주 청룡사지 석종형승탑(忠州 靑龍寺址 石鍾形僧塔)은 충청북도 충주시 소태면 청룡사지에 있는, 조선시대의 승탑이다. 2006년 3월 3일 충청북도의 문화재자료 제54호로 지정되었다.

## 개요
정사각형의 지대석위에 각형 괴임대가 새겨진 하댓거를 놓고 호감암의 석종형탑신을 올렸다.
탑신 윗부분은 복발모양으로 조각하여 정상부에 3단의 돌출부분을 조식하였고 탑신부 가운데에 부도의 주인공을 새겨놓았는데 '寂雲堂舍利塔'으로 보여진다

## 같이 보기
- 충주 청룡사지

## 참고 자료
- 충주 청룡사지 석종형승탑 - 국가유산청 국가유산포털